# 기타 뇌르뷔
기타 뇌르뷔(덴마크어: Ghita Nørby, 1935년 2월 11일 ~ )는 덴마크의 배우이다. 제32회 굴드바게상 여우주연상, 제41회 굴드바게상 여우조연상 수상자이다.

## 참여 작품
- 아름다운 시절 (1989년 영화)
- 최선의 의도
- 킹덤 (미니시리즈)
- 어머! 물고기가 됐어요
- 영원한 순간
- 사일런트 하트